# Дическул, Павел Викторович
Па́вел Ви́кторович Дическу́л (1839—1909) — член Государственного совета Российской империи, юрист, философ, помещик, предприниматель, журналист, писатель.

## Биография
Родился 20 января (1 февраля) 1839 года в селе Галешты Оргеевского уезда Бессарабской губернии, в молдавской православной дворянской помещичьей семье. Окончил Ришельевский лицей в Одессе и в 1862 году юридический факультет Московского университета со званием действительного студента. Сразу, в том же году, поступил на философский факультет Берлинского университета, в сентябре 1864 года перешёл в Гейдельбергский университет, который окончил в 1865 году со степенью доктор философии.
После возвращения из-за границы был избран мировым посредником 4-го участка Оргеевского уезда, в 1868 году был избран заседателем. В 1869—1881 годах и с 1894 года — почётный мировой судья, и в течение трёх пятилетий был председателем съезда мировых судей Оргеевского уезда. В 1869 году Дическул был выбран председателем Оргеевской уездной управы. В 1873—1875 годах был председателем Бессарабской губернской земской управы.
С 1875 по 1902 год занимался сельским хозяйством и общественной деятельности не вёл. По состоянию на 1906 год ему принадлежало 1524 десятины родовой земли в Бессарабской губернии; он владел также черепично-кирпичным заводом, производившим марсельскую черепицу; был женат и имел детей. В 1881 году Дическул был произведён в чин коллежского асессора.
В 1893 году вернулся к своей прежней деятельности, был избран гласным Кишинёвского уездного земства. До 1905 года был членом от дворянства в Одесском отделении Государственного дворянского земского банка. В 1895 году был также выбран Кишиневским уездным предводителем дворянства; в 1902 году был избран почётным мировым судьей по Кишиневскому уезду.
В 1905 году стал депутатом дворянского собрания Оргеевского уезда. Был уполномоченным бессарабского дворянства с первого по пятый съездах Объединённого дворянства. В 1906 году стал председателем Молдавского общество распространения национальной культуры и редактором-издателем газеты «Бессарабец», а 25 марта 1906 года был избран членом Государственного совета Российской империи от Бессарабского губернского земского собрания; входил в Центра группу, в начале 1908 года перешел в Правую группу; в 1908—1909 годах был членом Финансовой комиссии; состоял членом особых комиссий по законопроектам: «О закрытии порто-франко по привозу иностранных товаров в Приамурское генерал-губернаторство и Забайкальскую область Иркутского генерал-губернаторства» в 1908 году, «О мерах борьбы с филлоксерою и другими виноградными вредителями» в 1909 году. В 1909 году было напечатано его сочинение: «Христианство и смертная казнь» (СПб. : Гос. тип., 1909. — 42 с.).
Умер 12 (25) марта 1909 года в Санкт-Петербурге. Согласно докладу М. Г. Акимова, ввиду многочислености семьи Дическула, её стесненного материального положения, издержек в связи с переездом на жительство в Санкт-Петербург, после смерти Дическула семье было выдано пособие на покрытие расходов на погребение 1,5 тысячи рублей.